# Marquigny
Marquigny é uma comuna francesa na região administrativa de Grande Leste, no departamento das Ardenas. Estende-se por uma área de 6,65 km². Em 2010 a comuna tinha 83 habitantes (densidade: 12,5 hab./km²).